# Xylota mimica
Xylota mimica är en tvåvingeart som först beskrevs av Hull 1941.  Xylota mimica ingår i släktet vedblomflugor, och familjen blomflugor.
Artens utbredningsområde är Madagaskar. Inga underarter finns listade i Catalogue of Life.